# Timothy Kircher
Timothy Kircher ist ein US-amerikanischer Historiker mit dem Schwerpunkt Frühe Neuzeit.

## Leben
Kircher erwarb 1982 den A.B. in Geschichte am Yale College, 1984 den MA in Geschichte an der Yale University und 1989 die Promotion an der Yale University. Er lehrt am Guilford College (seit 2019: H. Curt ’56 and Patricia S. ’57 Hege Professor of History, 2006–2019: Professor of History, 1998–2006: Associate Professor of History, 1989–1998: Assistant Professor of History).

## Schriften (Auswahl)
- Luther’s conception of language. Forms of religious expression in late medieval and Renaissance Europe. Ann Arbor 1991, OCLC 434082447.
- The poet’s wisdom. The humanists, the church, and the formation of philosophy in the early Renaissance. Leiden 2006, ISBN 90-04-14637-7.
- Living well in Renaissance Italy. The virtues of humanism and the irony of Leon Battista Alberti. Tempe 2012, ISBN 0-86698-471-2.
- Before enlightenment. Play and illusion in Renaissance humanism. Leiden 2021, ISBN 978-90-04-44269-6.